# Chrysoprasis principalis
Chrysoprasis principalis är en skalbaggsart som beskrevs av Dilma Solange Napp och Martins 2009. Chrysoprasis principalis ingår i släktet Chrysoprasis och familjen långhorningar. Inga underarter finns listade i Catalogue of Life.